# Коли святі марширують (фільм)
«Коли святі марширують» — радянський художній фільм 1990 року, знятий на кіностудії «Ленфільм».

## Сюжет
Життя розкидало учасників першого Ленінградського джаз-банду. Напередодні тридцятиріччя джаз-клубу один з ентузіастів намагається зібрати всіх музикантів…

## У ролях
- Віра Алентова — Люся Левченко, в молодості — джазова співачка
- Володимир Стеклов — Юрій Таніч, любитель джазу, лікар швидкої допомоги
- Еммануїл Віторган — Герасим, саксофоніст в джазовому ансамблі, нині — адміністратор бару
- Борис Соколов — Олег Олегович, письменник, в молодості джазовий контрабасист
- Олександр Хочинський — Ілля Захарович Мендель, джазовий музикант «Баня», учитель музики
- Олександр Дольський — Віктор Іванович Кротов
- Давид Голощокін — Олексій Сокольников, джазовий музикант, керівник ансамблю
- Ігор Дмитрієв — Федя Барановський, директор джазового клубу
- Алла Балтер — дружина джазового трубача Бориса Вешніна
- Дмитро Воробйов — Борис Вешнін, джазовий трубач
- Юлія Меньшова — Люсі Левченко в молодості, джазова співачка
- Володимир Балагін — контрабасист
- Олександр Баргман — саксофоніст, Герасим в молодості, з першого складу джазового ансамблю Олексія Сокольникова
- Олег Погудін — виконавець на банджо з першого складу джазового ансамблю Олексія Сокольникова
- Габріель Воробйов — музикант-тромбоніст з першого складу джазового ансамблю Олексія Сокольникова
- Евеліна Бледанс — супутниця Герасима
- Надія Воєводіна — супутниця Герасима
- Валентина Коновалова — супутниця Герасима
- Наталія Антонова — телеведуча
- Борис Аракелов — товариш по чарці Віктора Кротова
- Анатолій Гарічев — співробітник КДБ
- А. Анциферов — епізод
- Артур Арутюнян — епізод
- Марія Бєлкіна — адміністраторка джазклубу
- Людмила Безугла — мати Герасима
- Борис Єршов — джазовий музикант
- А. Іванов — епізод
- Петро Корнєв — піаніст сучасного ансамблю Сокольникова
- Едуард Москальов — епізод
- Юрій Мірошниченко — епізод
- Сергій Масленников — епізод
- Леонід Максимов — вибивала
- С. Надірова — епізод
- Тетяна Ніколаєва — епізод
- Владислав Панкевич — джазовий музикант
- Дмитро Піддубний — епізод
- Юрій Равицький — епізод
- Галина Сабурова — Марія Андріївна, завуч в музичній школі
- Олександр Скрипник — джазовий музикант
- Юлія Яковлєва — Оленочка, медсестра швидкої допомоги
- Ельвіра Трафова — Елла, джазова співачка
- Любов Тищенко — продавчиня
- Михайло Циганов — епізод
- Філіпп Школьник — епізод
- Віктор Щербін — барабанщик сучасного ансамблю Сокольникова
- В'ячеслав Вигодський — Славік, скрипаль, учень Іллі Захаровича Менделя
- Геннадій Ляхов — епізод
- Олександр Ляхов — епізод
- Олена Тзапташвілі — епізод
- А. Левченко — епізод
- Віталій Смирнов — джазовий музикант, керівник ансамблю «Невська вісімка»
- Марк Альтшуллер — джазовий музикант, керівник ансамблю «Містер Джаз»
- Олексій Канунников — тромбоніст
- Георгій Чіков — трубач ансамблю «Невська вісімка»
- Борис Фінкельштейн — музикант «Невської вісімки»
- Григорій Локшин — барабанщик «Невської вісімки»
- Валерій Заварін — тромбоніст «Невської вісімки»
- Юрій Руденко — музикант «Містера Джазу»
- Володимир Сидоров — епізод
- Валерій Петров — музикант

## Знімальна група
- Режисер — Володимир Воробйов
- Сценарист — Олександр Житинський
- Оператор — Генріх Маранджян
- Композитор — Давид Голощокін
- Художник — Борис Биков